# كونفدرالية ديمقراطية

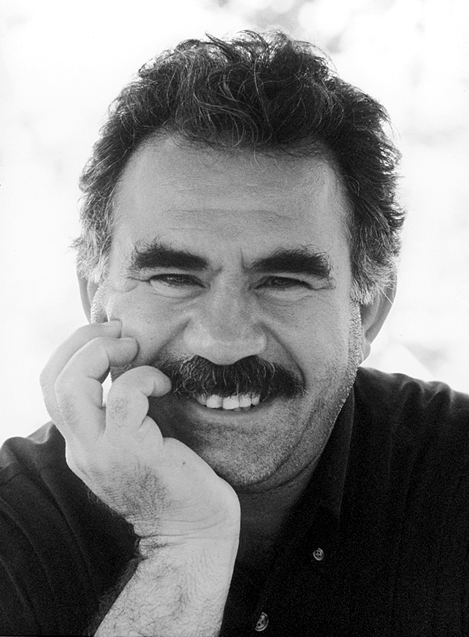
عبد الله أوجلان، مؤسس حزب العمال الكردستاني

الكونفدرالية الديمقراطية (بالكردية: Konfederalîzma demokratîk‏) وتعرف بـ المشاعية الكردية أو الآبوية هو مفهوم سياسي صاغه زعيم حزب العمال الكردستاني عبد الله أوجلان حول نظام التنظيم الذاتي الديمقراطي مع ميزات كونفدرالية قائمة على مبادئ الاستقلالية، والديمقراطية المباشرة، وحماية البيئة، والنسوية، والتعددية الثقافية، والدفاع عن النفس والحكم الذاتي وعناصر الاقتصاد التشاركي. متأثرًا بعلم البيئة الاجتماعية والبلديات التحررية وتاريخ الشرق الأوسط ونظرية الدولة العامة، قدم أوجلان المفهوم حلًا سياسيًا للتطلعات الوطنية الكردية، بالإضافة إلى المشاكل الأساسية الأخرى في بلدان المنطقة المتجذرة بعمق في المجتمع الطبقي، وكذلك الطريق للحرية والديمقراطية للناس في جميع أنحاء العالم. بالرغم أن الكفاح التحرري لحزب العمال الكردستاني كان يسترشد في الأصل بفكرة إقامة دولة قومية كردية على أساس ماركسي لينيني، فقد خاب أمل أوجلان في نموذج الدولة القومية واشتراكية الدولة. متأثرًا بأفكار المفكرين الغربيين مثل الفوضوي وعالم البيئة الاجتماعية موري بوكتشين، أعاد أوجلان صياغة الأهداف السياسية لحركة التحرير الكردية، وتخلى عن المشروع الاشتراكي المركزي للدولة القديم من أجل اقتراح جذري ومتجدد للاشتراكية الليبرالية الديمقراطية التي لم تعد تهدف إلى بناء دولة مستقلة منفصلة عن تركيا، ولكن في تأسيس كيان مستقل وديمقراطي ولامركزي مبني على أفكار الكونفدرالية الديمقراطية. إذ ترفض كل من السلطوية والبيروقراطية الاشتراكية الدولة وضراوة الرأسمالية، التي يعتبرها أوجلان المسؤول الأول عن عدم المساواة الاقتصادية والتحيز الجنسي وتدمير البيئة في العالم. وتدافع الكونفدرالية الديمقراطية عن "نوع من التنظيم أو الإدارة يمكن تسميته بالإدارة السياسية غير الحكومية أو الديمقراطية عديمة الجنسية"، التي من شأنها أن توفر إطاراً للتنظيم المستقل "لكل طائفة أو مجموعة طائفية أو مجموعة خاصة بنوع الجنس أو مجموعة عرقية أقلية من بين مجموعات أخرى". وهو نموذج للديمقراطية التشاركية المبنية على الحكم الذاتي للمجتمعات المحلية وتنظيم المجالس المفتوحة ومجالس المدن والبرلمانات المحلية والمؤتمرات الأكبر، حيث يكون المواطنون وكلاء للحكم الذاتي، مما يتيح للأفراد والمجتمعات المحلية ممارسة تأثير حقيقي على بيئتهم وأنشطتهم المشتركة. مستوحاة من نضال المرأة في حزب العمال الكردستاني، فإن الكونفيدرالية الديمقراطية تعتبر النسوية واحدة من ركائزها الأساسية. ويناصر أوجلان، الذي يرى أن النظام الأبوي "هو نتاجٌ أيديولوجي للدولة والسلطة الوطنية" لا يقل خطورة عن الرأسمالية، رؤية جديدة للمجتمع ترمي إلى تفكيك علاقات السلطة المؤسسية والنفسية القائمة حالياً في المجتمعات الرأسمالية وإلى ضمان قيام المرأة بدور حيوي مساوٍ لدور الرجل على جميع مستويات التنظيم وصنع القرار. ومن المبادئ الرئيسية الأخرى للكونفدرالية الديمقراطية: البيئة والتعددية الثقافية الدينية والسياسية والعرقية والثقافية والحريات الفردية مثل حرية التعبير والاختيار والمعلومات والدفاع عن النفس والاقتصاد المشترك حيث لا تنتمي السيطرة على الموارد الاقتصادية إلى الدولة، ولكن إلى المجتمع. وبالرغم أنها تقدم نفسها كنموذج معارض للدولة القومية ولكن الكونفدرالية الديمقراطية تعترف بهذه الإمكانية، في ظل ظروف محددة من التعايش السلمي بين كليهما، طالما لم يكن هناك تدخل من قبل الدولة في القضايا المركزية للحكم الذاتي أو محاولات الاستيعاب الثقافي.على الرغم من أنه تم النظر إليها في البداية على أنها أساس اجتماعي وأيديولوجي جديد لحركة التحرير الكردية، ولكن الكونفدرالية الديمقراطية تقدم الآن على أنها حركة معادية للقومية ومتعددة الأعراق ودولية. وقد عُرضت الخطوط العامة للكونفدرالية الديمقراطية في آذار/ مارس 2005، من خلال إعلان "للشعب الكردي والمجتمع الدولي"، وفي سنوات لاحقة، جرى تطوير المفهوم أكثر في منشورات أخرى، مثل المجلدات الأربعة لبيان الحضارة الديمقراطية. وبعد إطلاق سراحه بوقت قصير، اعتمد حزب العمال الكردستاني الإعلان على الفور، الذي نظم جمعيات سرية في تركيا وسوريا والعراق، مما أدى إلى إنشاء اتحاد الطوائف الكردستاني «اتحاد مجتمعات كردستان».
وجاءت الفرصة الأولى لتنفيذه خلال الحرب الأهلية السورية، عندما أعلن حزب الاتحاد الديمقراطي «حزب الاتحاد الديمقراطي» الحكم الذاتي لثلاثة كانتونات في كردستان السورية التي نمت في نهاية المطاف إلى الإدارة المستقلة لشمال وشرق سوريا.
تاريخهم
كان حزب العمال الكردستاني، الذي أنشئ في السبعينيات في سياق القطبية الجغرافية السياسية للحرب الباردة، مستوحى في البداية من حركات التحرر الوطني في جميع أنحاء المعمورة، والتي تأثر العديد منها بالمُثل الماركسية -اللينينية والقومية اليسارية. ومع ذلك، على مر السنين، نأى حزب العمال الكردستاني بنفسه عن هذه الأيديولوجيات معتبراً أن المسألة الكردية لم تكن مجرد مشكلة عرقية وجنسية حلت بالاستيلاء الثوري على سلطة الدولة أو دستور دولة مستقلة. وبعد أن أصبح عبد الله أوجلان من كبار منتقدي فكرة الدولة القومية ذاتها، بل والتحرر الوطني والاجتماعي من المنظور الماركسي اللينيني، بدأ عملية انتقال كبيرة من حركة التحرير الكردية بحثًا عن شكل من أشكال الاشتراكية المتميزة عن نظام الدولة والمركزية المرتبط بالقوة العظمى السوفياتية السابقة. توطدت هذه العملية بعد إلقاء القبض على أوجلان واعتقاله من قبل المخابرات التركية في عام 1999. على الرغم من بقائه في عزلة في جزيرة مرال، استخدم أوجلان وقته ليس فقط لإعداد إستراتيجيته الدفاعية في سياق المحاكمة التركية التي حكمت عليه بالإعدام، ولكن أيضًا لوضع مقترحاته بشأن المسألة الكردية وحلها السياسي. ولحصوله على مئات الكتب، بما في ذلك الترجمات التركية للعديد من النصوص التاريخية والفلسفية من الفكر الغربي، كانت خطته في البداية هي إيجاد أسس نظرية في هذه الأعمال من شأنها أن تبرّر أعمال حزب العمال الكردستاني السابقة، ومناقشة الصراع الكردي التركي في إطار تحليل شامل لتطور الدولة القومية عبر التاريخ. وهكذا، بدأ أوجلان دراساته من الأساطير السومرية وأصول ثقافات العصر الحجري الحديث، وكذلك من تاريخ الدول للمدن الأولى. ولكن قراءات مفكرين مثل فريدريك نيتشه الذي يسميه أوجلان "النبي" وفرناند برودل وإيمانويل والرشتاين وماريا مييس وميشيل فوكو وخاصة موراي بوكتشين، أدت به إلى قطع الصلة بالمنظور الاشتراكي الماركسي اللينيني ووضع اقتراح جديد للاشتراكية التحررية المسماة "الكونفدرالية الديمقراطية".